# Physaria acutifolia
Physaria acutifolia är en korsblommig växtart som beskrevs av Per Axel Rydberg. Physaria acutifolia ingår i släktet Physaria och familjen korsblommiga växter. Inga underarter finns listade i Catalogue of Life.

## Bildgalleri

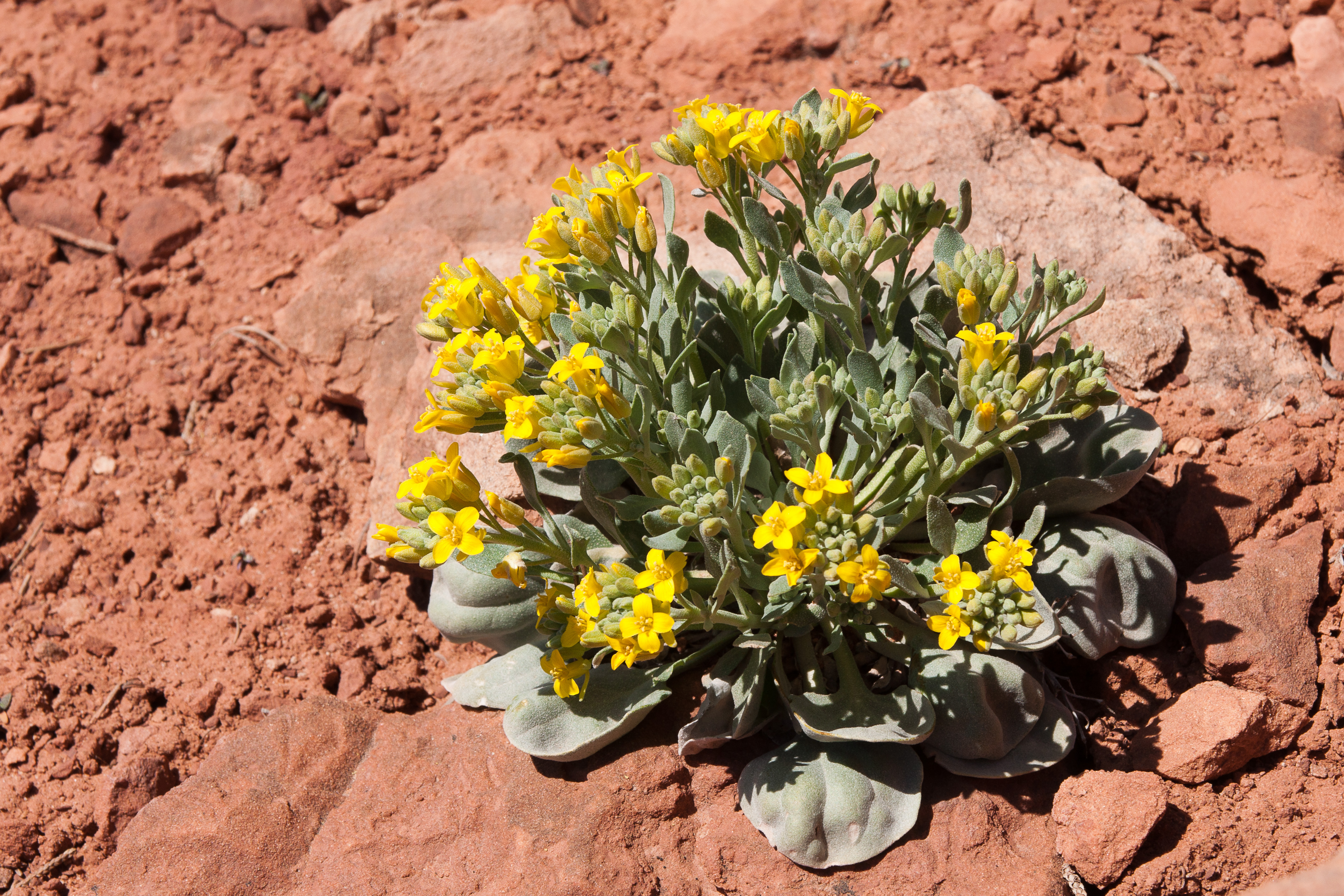
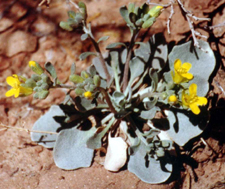